# 伊賀テレビ中継局
伊賀テレビ中継局（いがテレビちゅうけいきょく）は、三重県伊賀市に置かれているテレビ中継局。

## 中継局概要

### デジタルテレビ
| リモコン キーID | 放送局名                              | 物理 チャンネル | 空中線電力 | ERP   | 放送対象 地域 | 放送区域 内世帯数 | 偏波面   |
| --------------- | ------------------------------------- | --------------- | ---------- | ----- | ------------- | ----------------- | -------- |
| 1               | THK 東海テレビ放送                    | 21ch            | 3W         | 20W   | 中京広域圏    | 約22,600世帯      | 水平偏波 |
| 2               | NHK 名古屋教育                        | 33ch            | 3W         | 18W   | 全国放送      | 約24,450世帯      | 水平偏波 |
| 3               | NHK 津総合                            | 47ch            | 3W         | 17.5W | 三重県        | 約24,450世帯      | 水平偏波 |
| 4               | CTV 中京テレビ放送                    | 19ch            | 3W         | 20W   | 中京広域圏    | 約22,600世帯      | 水平偏波 |
| 5               | CBCテレビ                             | 18ch            | 3W         | 20W   | 中京広域圏    | 約22,600世帯      | 水平偏波 |
| 6               | NBN 名古屋テレビ放送 愛称「メ～テレ」 | 48ch            | 3W         | 20W   | 中京広域圏    | 約22,600世帯      | 水平偏波 |
| 7               | MTV 三重テレビ放送                    | 27ch            | 3W         | 18W   | 三重県        | 約24,450世帯      | 水平偏波 |

## 廃止された局の概要

### アナログテレビ
| チャンネル | 放送局名           | 空中線電力        | ERP               | 放送対象 地域 | 放送区域 内世帯数 | 偏波面   | 放送終了日     |
| ---------- | ------------------ | ----------------- | ----------------- | ------------- | ----------------- | -------- | -------------- |
| 38ch       | NHK 津総合         | 映像30W/ 音声7.5W | 映像260W/ 音声64W | 三重県        | -                 | 水平偏波 | 2011年 7月24日 |
| 40ch       | MTV 三重テレビ放送 | 映像30W/ 音声7.5W | 映像280W/ 音声70W | 三重県        | -                 | 水平偏波 | 2011年 7月24日 |
| 42ch       | CTV 中京テレビ放送 | 映像30W/ 音声7.5W | 映像280W/ 音声70W | 中京広域圏    | -                 | 水平偏波 | 2011年 7月24日 |

## 所在地
- 伊賀市一之宮 「南宮山」山頂[1]

## 放送エリア

### デジタルテレビ
- NHK津総合・NHK名古屋教育・三重テレビ放送
  - 伊賀市の一部、約24,450世帯[2]。
- CBCテレビ、東海テレビ放送、名古屋テレビ放送、中京テレビ放送
  - 伊賀市の一部、約22,600世帯[2]。

### アナログテレビ
- 伊賀市の南東部をカバーしていた。

## 歴史
記載のない局の開局時期は、不明。

### デジタルテレビ
- 2008年2月15日 予備免許交付
- 2008年3月28日 免許交付[3]
- 2008年3月31日 放送開始（NHK・三重テレビ）
- 2008年4月4日 放送開始（在名広域民放局）

### アナログテレビ
- 1973年6月頃 NHK伊賀テレビジョン中継放送所（NHK津総合）が開局。
- 1981年8月頃 MTV三重テレビ放送・伊賀放送局が開局。
- 2011年7月24日 全局廃局となった。

## その他

### デジタルテレビ
- NHK名古屋教育・CBC・東海テレビ・メ～テレは、デジタル新局として設置。
- NHK大阪総合・教育・毎日放送・朝日放送テレビ・関西テレビ・読売テレビは、生駒山送信所より受信可能な地域も一部ある（旧・上野市地域など）。
- なお、伊賀上野ケーブルテレビは2008年10月27日より、アドバンスコープは2010年8月1日より区域外再放送が開始されており加入者は視聴可能である（NHK教育を除く）。

### アナログテレビ
- NHK名古屋教育・CBC・東海テレビ・メ～テレは、当地に中継局を置いていない為、名張中継局もしくは名古屋親局を受信していた。
- なお、広域民放で当地にアナログ中継局を置いていたのは中京テレビ放送のみだった。